# Herizen F. Guardiola
Herizen F. Guardiola (Miami, Florida; 24 de julio de 1996) es una cantante, compositora y actriz estadounidense. Es conocida por su papel como Mylene Cruz en la serie de Netflix The Get Down.

## Primeros años
Herizen es originaria de Miami, Florida. Su padre, Juan Carlos, es un músico de reggae con ascendencia cubana y su madre, Venice Pink, es nutricionista e instructora de yoga con ascendencia jamaiquina. Tiene dos hermanas más jóvenes llamadas Jaia y Zunai.

## Carrera
Debutó como actriz en The Get Down dirigida por Baz Luhrmann. Además grabó diversos sountracks para la misma serie. En el 2015 participó en la película Runaway Island interpretando a una chica llamada Freya Nordholm. También ha participado en la serie de Netflix Dare Me (2019), donde interpreta a Addy Hanlon.

### Redes sociales
En los cuatro días posteriores al lanzamiento de The Get Down, que se llevó a cabo el 12 de agosto del 2016, paso de tener 3,000 seguidores a 21,000 seguidores en su cuenta de Instagram. El 12 de septiembre del 2016, exactamente un mes después del lanzamiento de la serie, superó los 100,000 seguidores en esta red social.

## Apariciones en la banda sonora
| Año  | Álbum        | Canción |
| ---- | ------------ | --- |
| 2016 | The Get Down | "Be That As It May" "Grace of God" "I'll Be There" "Set Me Free" "Up the Ladder" "I'll Keep a Light in My Window" "Toy Box" "I'm My #1" "The Other Side" |

## Filmografía
| Año       | Título       | Rol            |
| --------- | ------------ | -------------- |
| 2019-2020 | Dare Me      | Addy Hanlon    |
| 2016–2017 | The Get Down | Mylene Cruz    |
| 2015      | Runaway Isla | Freya Nordholm |